# Jochen Urban
Jochen Urban (ur. 23 września 1983 w Krefeld) – niemiecki wioślarz, reprezentant Niemiec w wioślarskiej ósemce podczas Letnich Igrzysk Olimpijskich w Pekinie.

## Osiągnięcia
- Igrzyska Olimpijskie – Ateny 2004 –czwórka bez sternika – 7. miejsce[2].
- Mistrzostwa Świata – Gifu 2005 – ósemka – 3. miejsce[2].
- Mistrzostwa Świata – Eton 2006 – dwójka bez sternika – 5. miejsce[2].
- Mistrzostwa Świata – Monachium 2007 – dwójka bez sternika – 9. miejsce[2].
- Igrzyska Olimpijskie – Pekin 2008 – czwórka bez sternika – 6. miejsce[2].
- Igrzyska Olimpijskie – Pekin 2008 – ósemka – 8. miejsce[2].
- Mistrzostwa Europy – Montemor-o-Velho 2010 – czwórka bez sternika – 1. miejsce[1].